# Estação Central

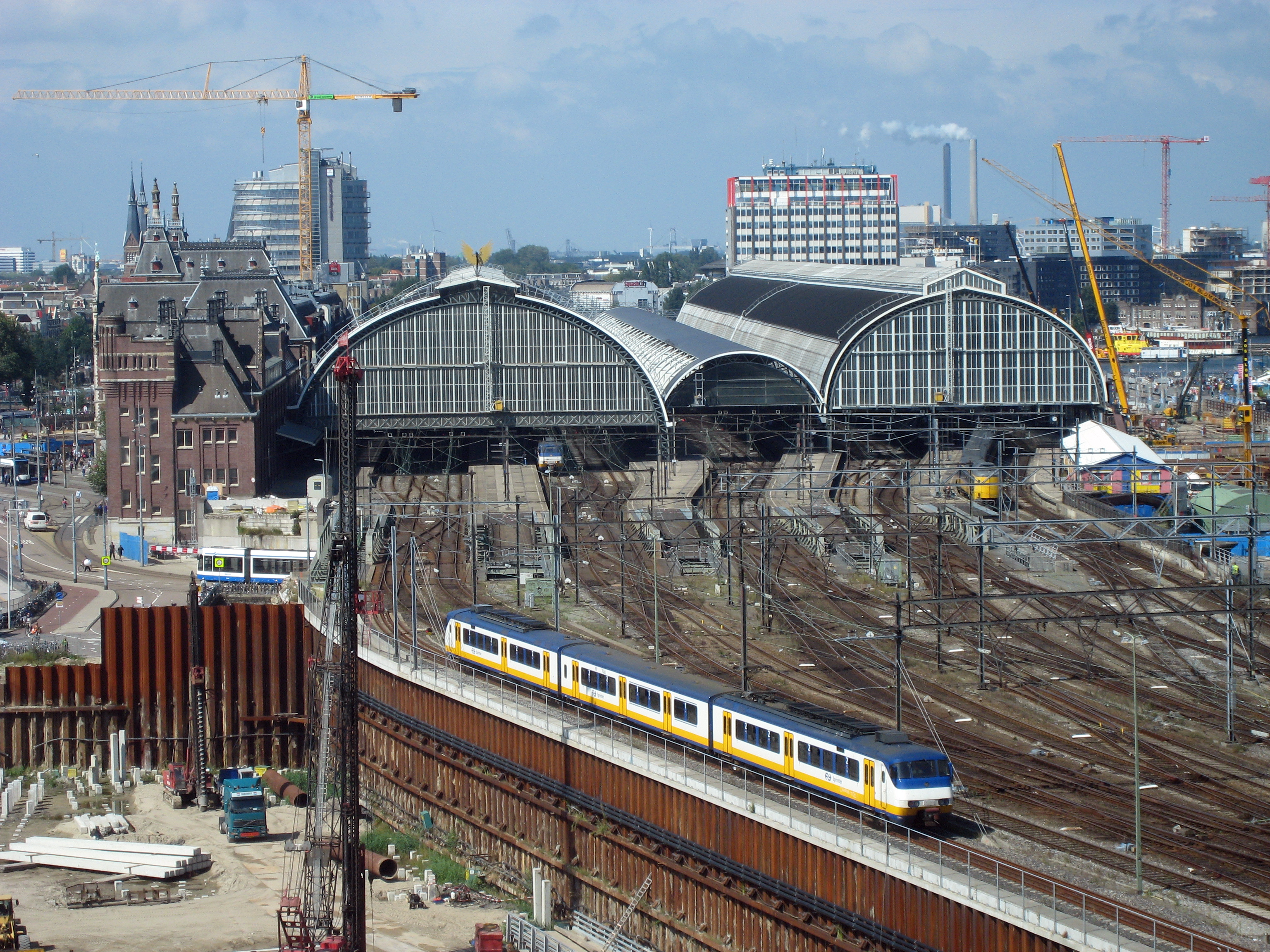
A Amsterdam Centraal nos Países Baixos.

Uma estação central designa a principal estação ferroviária de passageiros de cidades que possuem múltiplas estações.

## Estações
Algumas estações centrais são listadas a seguir:
- Amsterdam Centraal, nos Países Baixos
- Estação Central (Belo Horizonte), em Minas Gerais
- Estação do Rossio, em Lisboa
- Estação de São Bento, no Porto
- Estação Nova, em Coimbra
- Estação Central de Berlim, na Alemanha
- Estação Central de Liverpool, no Reino Unido
- Estação Central de Montreal, no Canadá
- Grand Central (Metrô de Nova Iorque), nos Estados Unidos
- Estação Central do Brasil, no Rio de Janeiro
  - Estação Central (Metrô do Rio de Janeiro)
  - Estação Central do Brasil (Teleférico da Providência)
- Estação da Luz, em São Paulo
  - Estação Luz (Metrô de São Paulo)
- Gare Saint-Lazare, em Paris
- Gare du Nord, em Paris
- Estação Termini, a estação central de Roma, na Itália
- Estação Rodoferroviária, em Brasília
- Estação Times Square (Metro de Nova Iorque)
- Estação Chico da Silva, em Fortaleza